# Pirates of the Burning Sea
Pirates of the Burning Sea (PotBS) er et MMORPG-spil udgivet den 22. januar 2008, som foregår i Caribien i år 1720.